# Holzheims jaktslott
Holzheims jaktslott är ett jaktslott 8 mil söder om Kassel i Hessen, Tyskland.

## Historia

### Gamla Herrgården
En första herrgårdsliknande byggnad, Kemenaten (vilket betyder ett borgs rum med öppen spis), byggdes i slutet av 1100-talet (första omnämnande 1183). Den välvda källaren (med en hemlig gång) och grundväggarna från denna tid finns fortfarande. Ägarna av herrgården var riddarna von Holzheim och adliga ätten von Romrod. År 1643 (under trettioåriga kriget) brändes herrgården ner till de metertjocka väggarna i bottenvåningen.

### Nuvarande slottet
1686 köpte lantgreven Karl I av Hessen-Kassel fastigheten. Under hans efterträdare Fredrik I, 1720–1751 Sveriges konung, 1730–1751 Lantgreve av Hessen-Kassel, och dennes bror och ståthållare, Vilhelm VIII av Hessen-Kassel, omvandlades den gamla herrgården av hovarkitekten Charles du Ry med start 1732 till ett ståndsmässigt jaktslott i barockstil vilket stod klart 1735. Slottet har en barock huvudportal med grå dubbeldörr och volutformade dörrfönster med handblåst glas. Korsvirket är målat i färgerna blått, gult och grått, såväl som förgyllt. I trapphuset finns en sällsynt frihängande trappa och målade marmoreringar på väggarna.
Bredvid huvudentrén finns Fredriks svensk-hessiska alliansvapen, krönt med en kunglig krona.
Rester av en barockträdgård (som officiellt heter "slottsträdgård"), bland annat med gamla rosor (till exempel "Pärla von Weissenstein" [Rosa gallica Hybride, Schwarzkopf 1773], "Drottning av Danmark" eller "Comte de Chambord") och en cirka 350 år gammal bohuslind (Tilia platyphyllos), är bibehållen.
Som ung arvprins stannade Fredrik av Hessen-Kassel här ofta för att gå på jakt. I skogarna runt herrgården fanns ett artrikt och starkt viltbestånd av vildsvin, hjort, rådjur, räv, lodjur, vildkatt, vildgås, änder, rapphöna, fasan och tjäder men även älg, varg och brunbjörn. För första gången som svensk kung och för sista gången i sitt liv bodde han här år 1731. Under vistelsen bestämde han sig för att bygga om gamla herrgården till slott.
Från slottet har man utsikt mot bergsmassivet Rhön. Slottet är ett skyddat kulturminnesmärke, som nu är i privat ägo. Det är inte tillgängligt för allmänheten.